# Semisynthese
Semisynthese, hemisynthese of partiële chemische synthese is een vorm van chemische synthese waarbij de aangewende uitgangsstoffen geïsoleerd zijn uit natuurlijke bronnen, zoals planten, bacteriën of celculturen. Deze organische verbindingen zijn doorgaans groot (i.e. een hoge moleculaire massa) en erg complex. Semisynthese is in zekere zin de tegenhanger van totaalsynthese, waar de uitgangsstoffen veel eenvoudiger en kleiner zijn. 
Semisynthese wordt meestal toegepast wanneer het doelmolecuul structureel te complex is (bijvoorbeeld bij een groot aantal ringstructuren, diverse functionele groepen en specifieke stereogene centra) of wanneer de totaalsynthese te duur of inefficiënt (door een laag reactierendement) is. Verschillende geneesmiddelen worden met behulp van semisynthese bereid: een voorbeeld is de bereiding van LSD uitgaande van ergotamine, dat geïsoleerd wordt uit schimmelculturen. Hetzelfde geldt voor het cytostaticum paclitaxel, dat gesynthetiseerd wordt uit een precursor die uit Taxus brevifolia.
Het antimalariageneesmiddel artemether wordt gesynthetiseerd uit het natuurlijk voorkomend artemisinine. Deze laatste verbinding is niet zo stabiel door de aanwezigheid van het lacton en daarom wordt deze groep omgezet in een acetaal door middel van een reductie van kaliumboorhydride, gevolgd door een methoxylering: